# Gulfotad slamfluga
Gulfotad slamfluga (Eristalis pertinax) är en tvåvingeart som först beskrevs av Giovanni Antonio Scopoli 1763.  Gulfotad slamfluga ingår i släktet slamflugor, och familjen blomflugor.
Artens utbredningsområde är Slovenien. Arten är reproducerande i Sverige. Inga underarter finns listade i Catalogue of Life.

## Bildgalleri

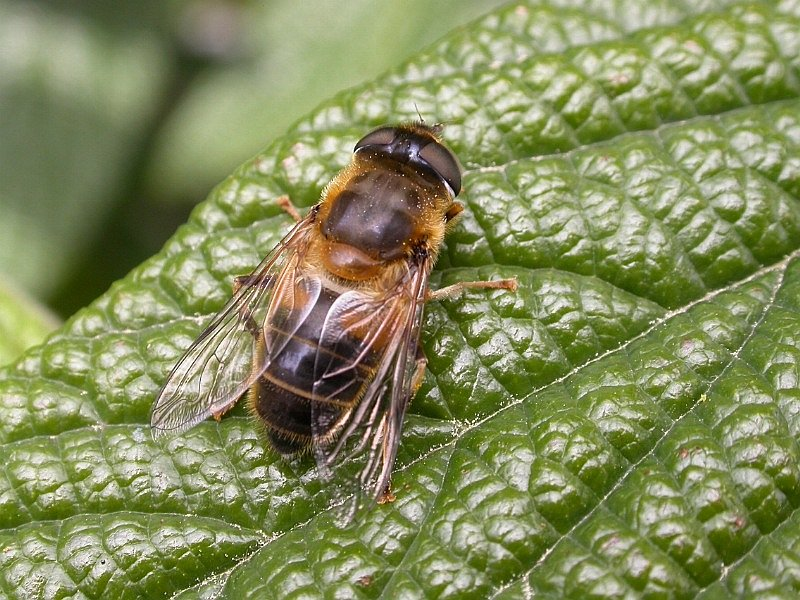